# Михаил Угрумов
Михаил Вениаминович Угрумов (рус. Михаи́л Вениами́нович Угрю́мов; рођен 11. априла 1947) руски је физиолог и академик, инострани члан састава Српске академије науке и уметности од 1. новембра 2012.

## Биографија
Завршио је основне студије на Московском државном универзитету Ломоносов 1970. године, магистратуру на Институту еволуционе биологије и биохемије у Лењинграду 1973. и  докторат 1985.
Главна интересовања Михаила Угрумова су развојна неуробиологија и неуроендокринологија, Неуродегенеративне болести.
Радио је као научни сарадник на Институту Руске академије наука за биологију развића од 1975, као виши научни сарадник 1977—1987. и као руководилац Лабораторије за хормоналну регулацију и неурохистологију и као редовни професор на Московском државном универзитету Ломоносов од 1985. године. Инострани је члан састава Српске академије науке и уметности од 1. новембра 2012, редовни је члан Руске академије наука од 2006, члан је експертског борда Иновационог центра Сколково, Руског неурохемијског друштва и потпредседник је Руског друштва физиолога „Иван Павлов”. Члан је уредништва Доклады Академии наук; Нейрохимия, Клеточные технологии в биологии и медицине, Патогенез, Comparative Biochemistry and Physiology, Journal of Chemical Neuroanatomy, International Journal of Cell and Systems Developmental Biology и Acta Naturae. Добитник је награде „Д. А. Орбелија” Руске академије наука за серију радова „Хипоталамус–хипофизни комплекс и путеви неурохормонске регулације: филогенеза, онтогенеза, пластичност” 1995. године и Златне медаље Ивана Сеченова за циклус радова „Истраживање улоге мозга у нервној и неуроендокриној регулацији у онтогенези и неуродегенеративним болестима” 2019.